# پیست سیلورستون
پیست سیلورستون (انگلیسی: Silverstone Circuit) یک پیست ورزش‌های موتوری در روستای سیلورستون، انگلستان است.
این پیست که معمولاً برای مسابقات فرمول یک استفاده می‌شود در سال ۱۹۴۳ افتتاح شده و ظرفیت آن ۱۵۰٬۰۰۰ نفر است.

## نگارخانه

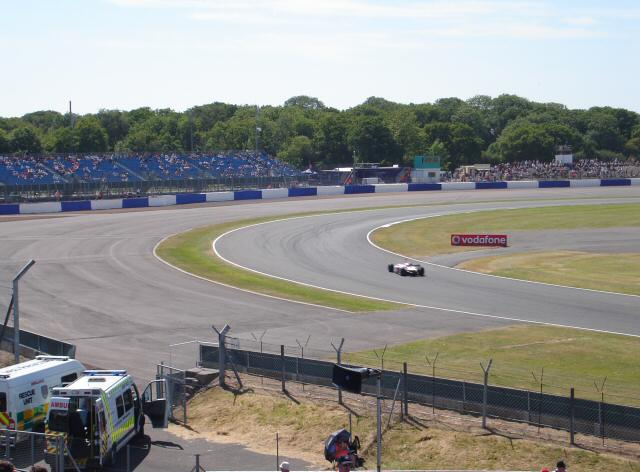
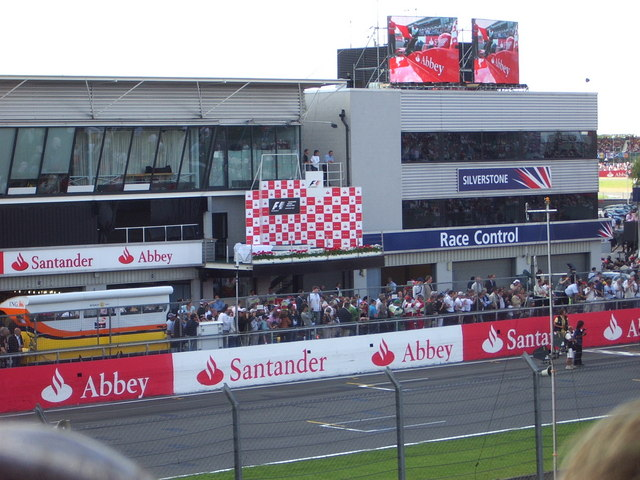
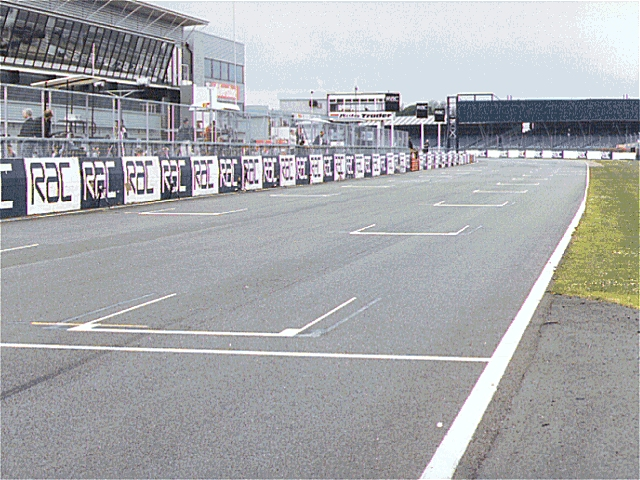
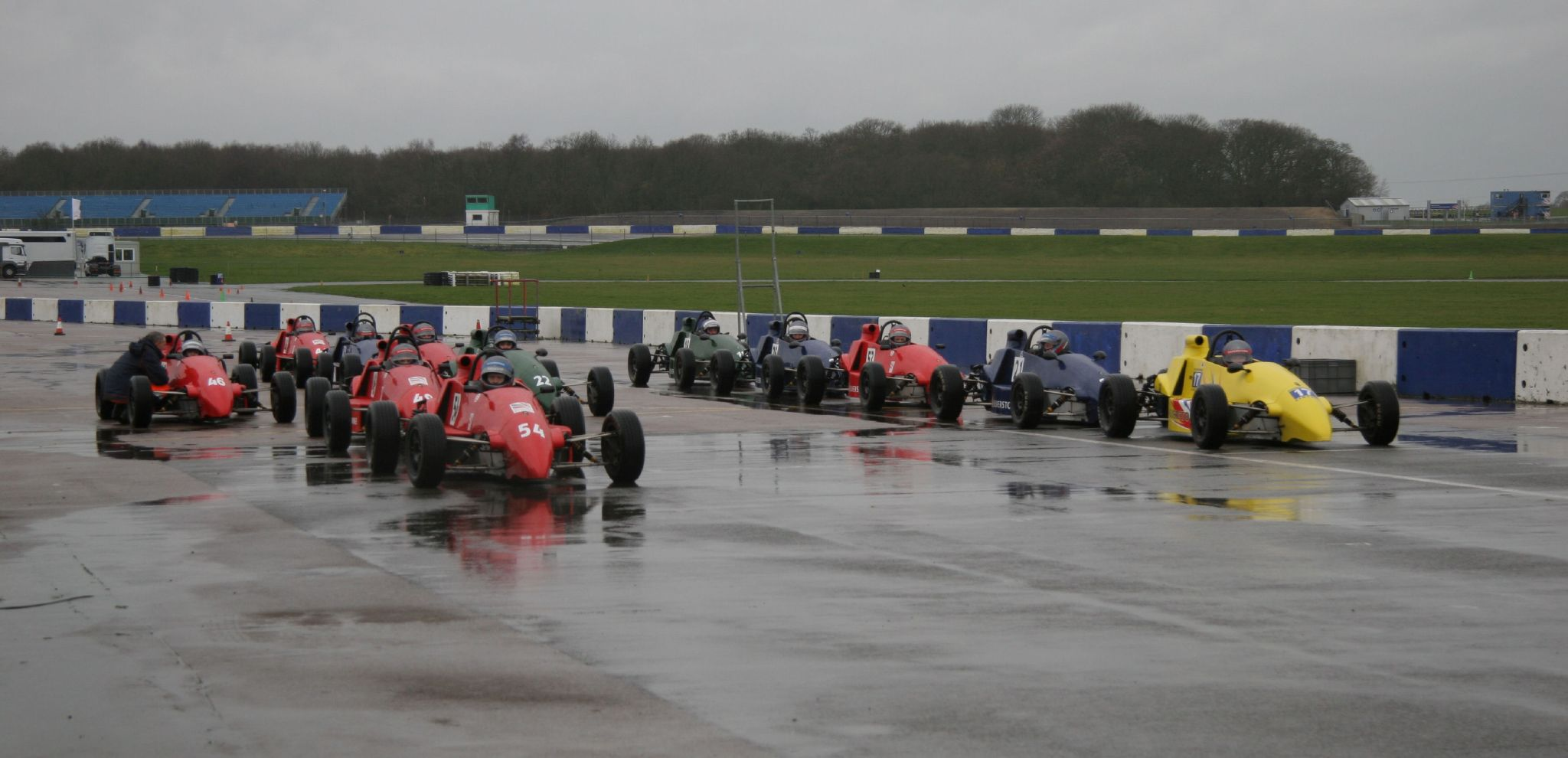
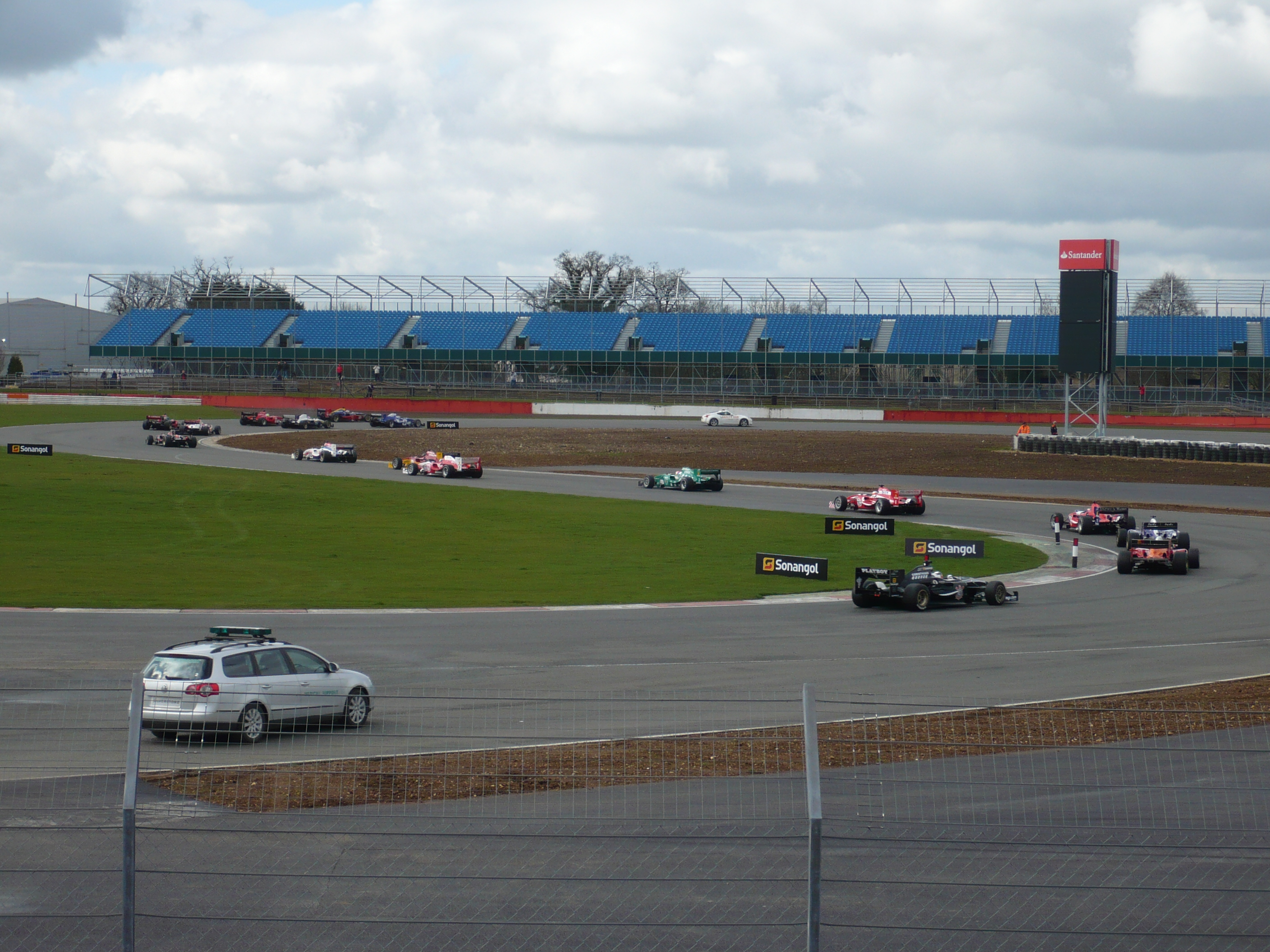
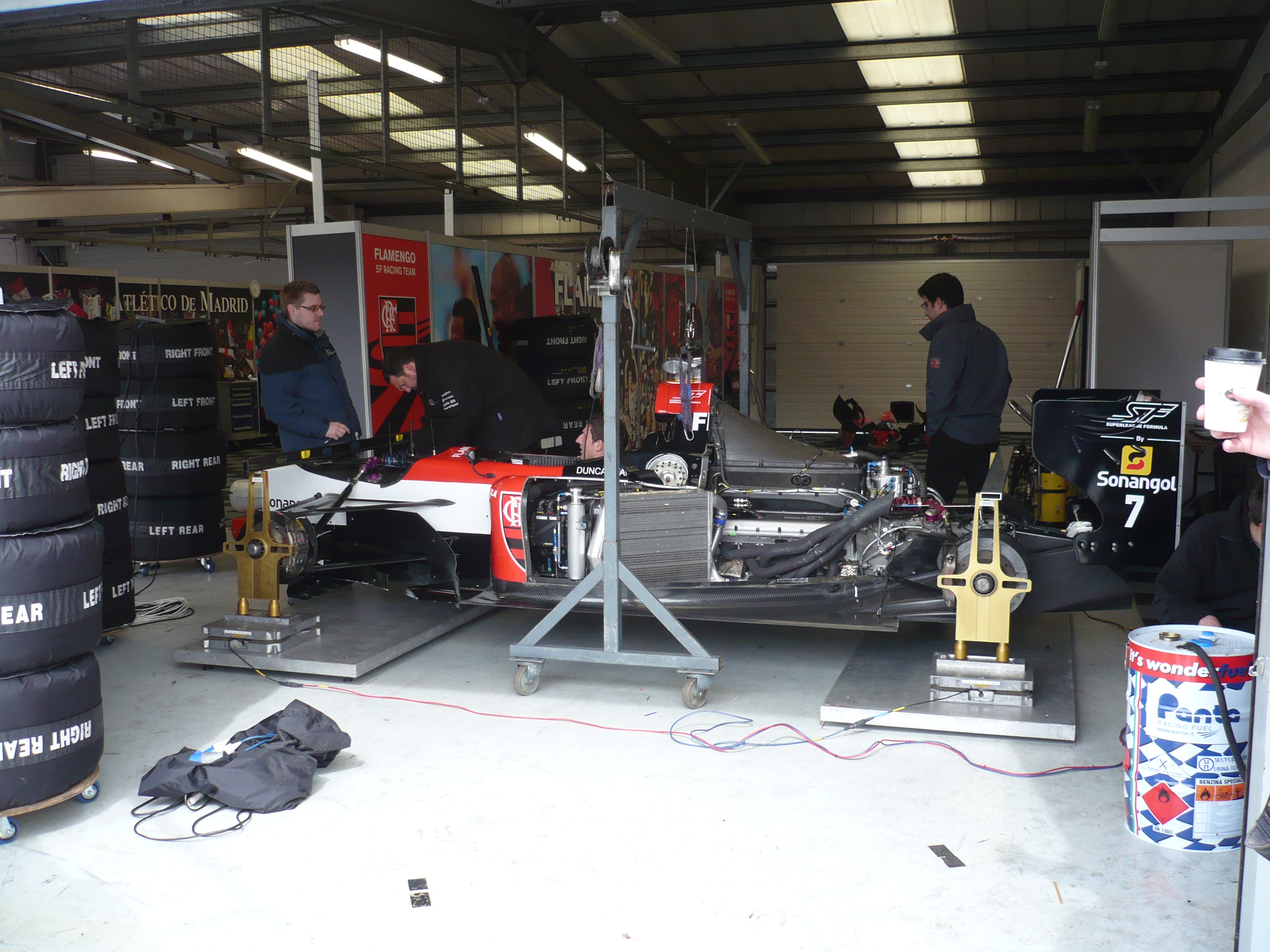
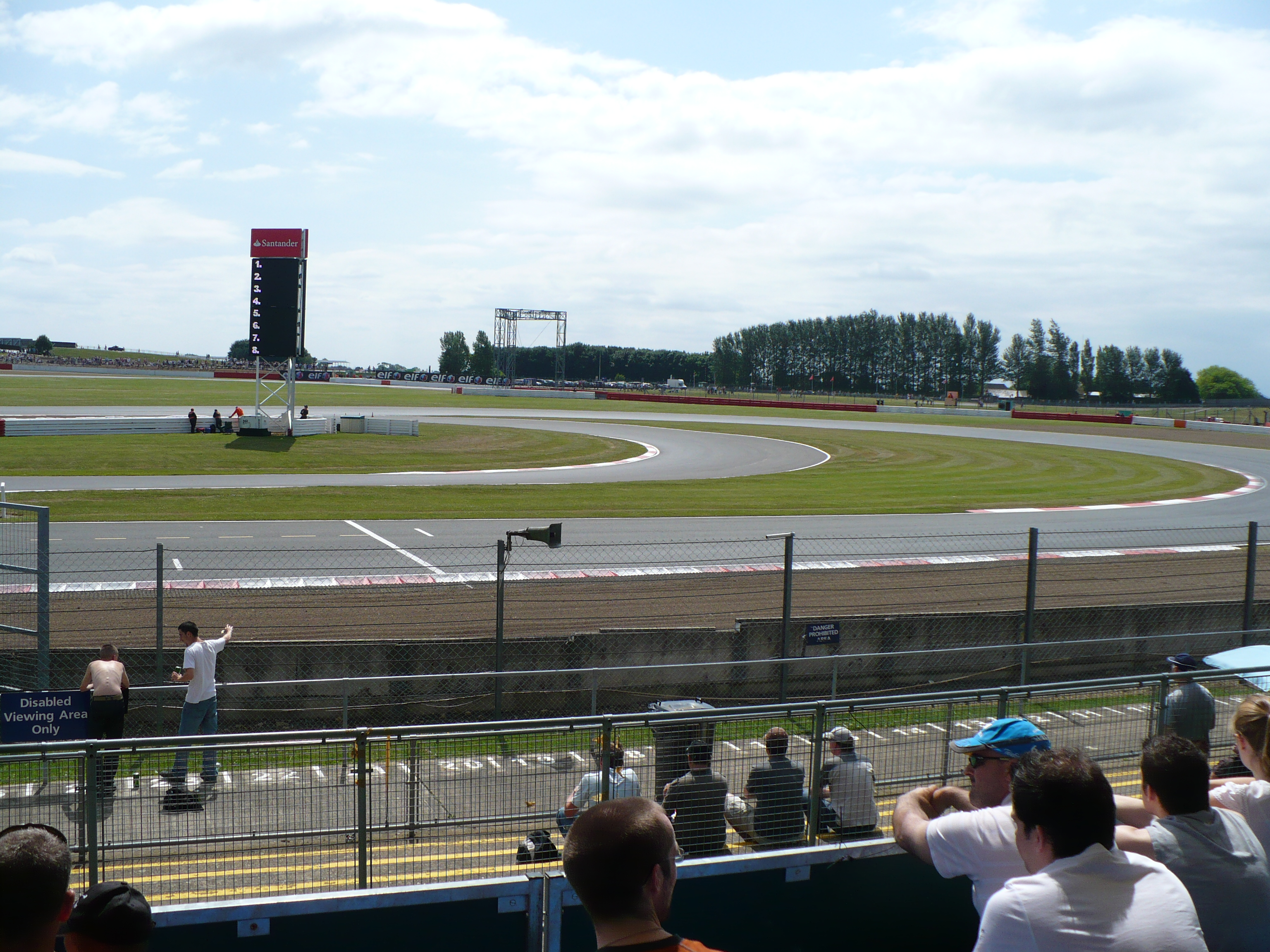